# Sønderborgvej
 Sønderborgvej er en tosporet motortrafikvej, der er en del af primærrute 41, der går imellem Aabenraa og Sønderborg.
Vejen løber med øst fra Sønderjyske Motorvej ved Aabenraa til Stubbæk. Den passerer Tinglevvej, hvor der er forbindelse til Aabenraa S. Vejen føres derefter nord om Stubbæk, hvor den passerer forbi et erhvervsområde.
Motortrafikvejen ender i Flensborgvej, hvorefter den forsætter som almindelig hovedlandevej mod Sønderborg.   
| Trafik | Spire Denne trafikartikel er en spire som bør udbygges. Du er velkommen til at hjælpe Wikipedia ved at udvide den. |

|  | Denne artikel om en bygning eller et bygningsværk kan blive bedre, hvis der indsættes et (bedre) billede. Du kan hjælpe ved at afsøge Wikimedia Commons for et passende billede eller lægge et op på Wikimedia Commons med en af de tilladte licenser og indsætte det i artiklen. |

55°00′06″N 9°24′22″Ø / 55.0018°N 9.4062°Ø